# Rakovník
Rakovník (německy Rakonitz) je město ve Středočeském kraji. Leží čtyřicet kilometrů západně od Prahy a 45 kilometrů severovýchodně od Plzně. Nachází se na okraji Rakovnické pahorkatiny v blízkosti CHKO Křivoklátsko, v členité krajině na dně kdysi mokřinatého údolí, kterým protéká Rakovnický potok. V historickém centru města je městská památková zóna. Rakovník je správním, průmyslovým a kulturním centrem Rakovnicka, má postavení obce s rozšířenou působností. Žije zde přibližně 16 tisíc obyvatel.

## Historie

### Nejstarší dějiny

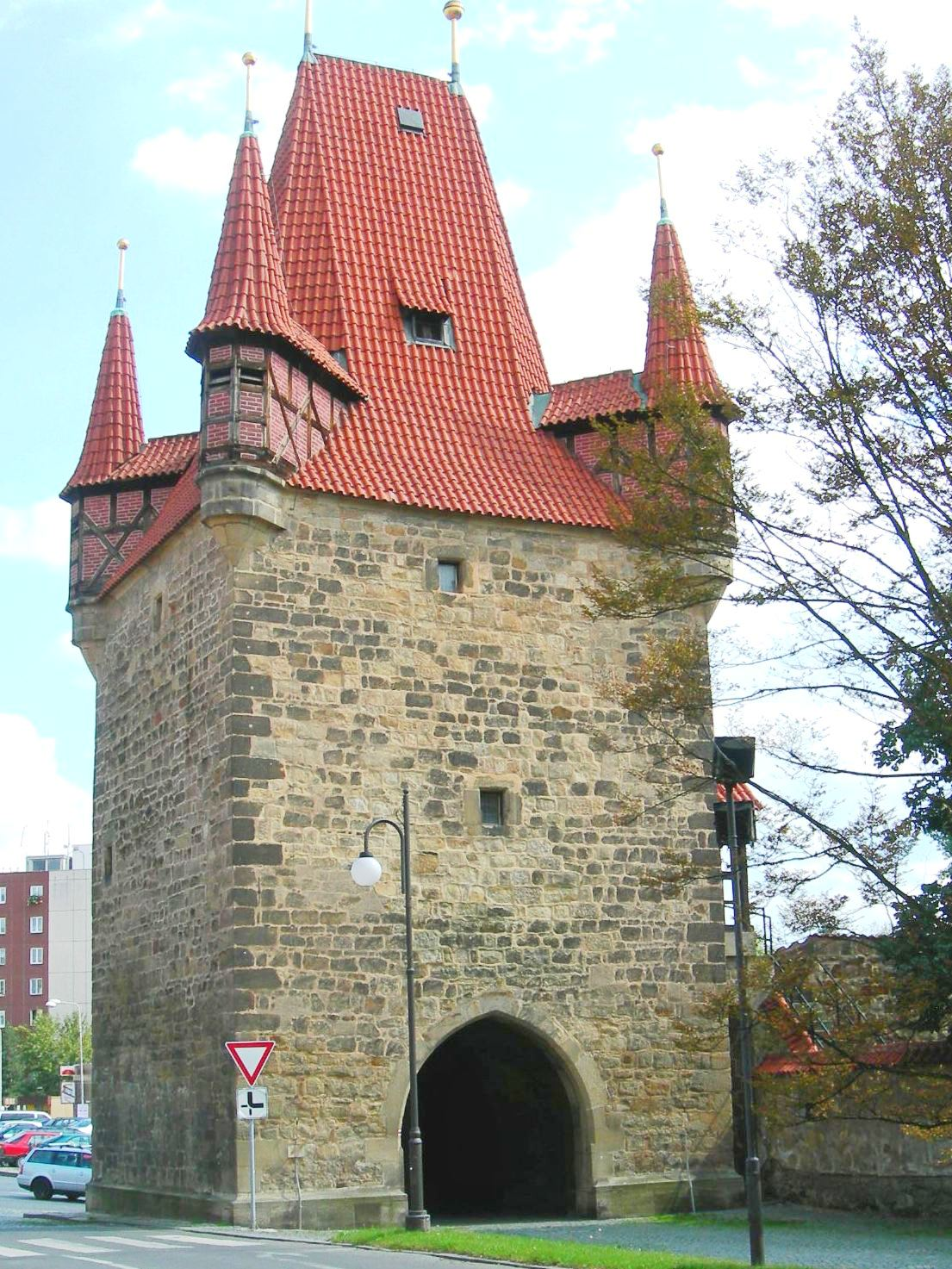
Pražská brána

Město Rakovník vzniklo z osady Rokytno, pojmenované podle říčky Rokytka, která tudy protékala. Své dnešní jméno dostal údajně podle báje o velikém hladomoru, který zasáhl kraj. Tehdy pomřelo mnoho lidu a neštěstí by zřejmě pokračovalo dál, kdyby jednu ženu žijící na místech u dnešního kostela sv. Jiljí nenapadlo uvařit svým dětem k jídlu raka. V té době se totiž myslelo, že rak, který získá po uvaření rudou barvu, je jedovatý. Děti však nepomřely, Rokytno žilo z raků a znova se postavilo na nohy. Pravděpodobnější však je, že Rakovník dostal své jméno podle porostu, který kdysi rostl v tamních mokřinách.
Písemně je Rakovník (německy Rakonitz, latinsky Racona) poprvé připomínán v roce 1252 jako sídlo soudu nového kraje. Základ současné podoby (dlouhé náměstí o rozměrech zhruba 400 x 50 m) město získalo ovšem až někdy kolem roku 1300. Majestátem českého krále Jana Lucemburského z roku 1319 byla městu potvrzena práva, která mělo již ve 13. století (právo mílové, trhové právo). Rakovník měl statut komorního města, které však více než na vůli královské komory bylo závislé na momentálním postavení nedalekého královského hradu Křivoklátu, do jehož panství patřilo. Kolem roku 1352 vyhořel kostel sv. Mikuláše na východním konci náměstí. Byl vystavěn téměř celý nově jako děkanský kostel a posléze zasvěcen tentokrát sv. Bartoloměji.
Nový kostel byl také posléze samostatně opevněn, jak je patrno z bojů roku 1422, kdy byli nuceni město opustit sympatizanti husitství. O opevnění celého města se postaral až Aleš Holický ze Šternberka v první polovině 15. století. V bitvě u Lipan stál na vítězné straně a posléze se přimkl k Jiřímu z Poděbrad. Křivoklátsko s Rakovníkem měl v zástavě až do roku 1453, kdy se oblast vrátila pod královskou komoru. Jiří z Poděbrad povolil v roce 1471 městu výstavbu zděných hradeb. Jeho nástupce Vladislav Jagellonský udělil Rakovníku v roce 1482 znak, v němž se objevil i rak, protože již zřejmě nebylo správné povědomí o vzniku jména města.

### Královské město
V 16. století nastal velký rozvoj města. Začaly se stavět kamenné hradby, v nichž zvláště vynikly čtyři nové brány (dochovala se severní Vysoká a východní Pražská), které však nebyly nikdy vskutku dokončeny. Dařilo se chmelařství a výrobě piva, které získalo věhlas i v zahraničí. Na severozápadě za městem byl v roce 1575 založen nový hřbitov a na něm postaven kostel Nejsvětější Trojice se samostatnou zvonicí. I po nástupu Habsburků na český trůn Rakovník stál při panovnících tohoto rodu a snažil se tak vyhnout zvůli toho, kdo právě držel Křivoklát. Až Rudolf II. toto ocenil a po staletích marného čekání povýšil Rakovník v roce 1588 na královské město.

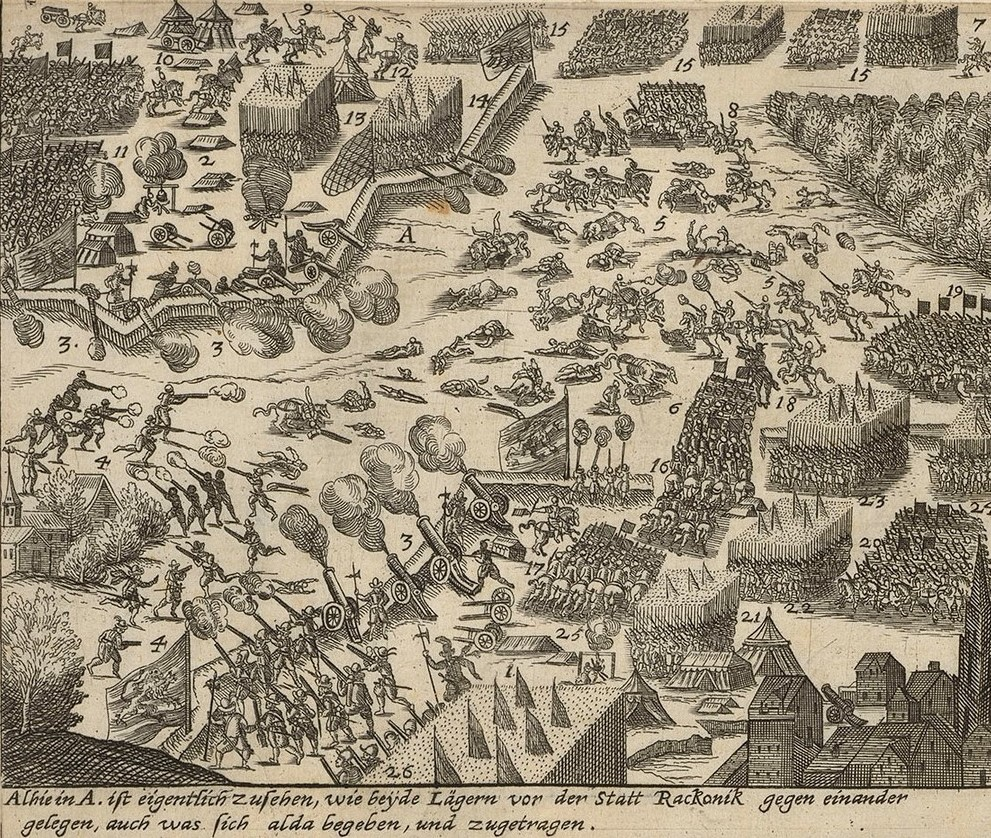
Bitva u Rakovníka na dobové rytině

Při českém stavovském povstání v Rakovníku našlo útočiště na konci října 1620 stavovské vojsko pod vedením Kristiána z Anhaltu. V okolí kostela sv. Jiljí a morového hřbitova západně od města došlo ke střetu s koaličními vojsky vedenými Maxmiliánem Bavorským a generálem Buquoyem. Po něm se ovšem obě armády vydaly na cestu ku Praze, kde byla svedena bitva na Bílé hoře, v níž bylo české stavovské vojsko zcela poraženo. Při následné rekatolizaci muselo i Rakovník opustit několik rodin. Mnohem horší však byly důsledky přechodů různých vojsk (Sasové, Švédové, císařští), které se pravidelně opakovaly až do konce třicetileté války v roce 1648. Ve městě zbyla sotva polovina domů a mnoho z nich bylo neobydlených. Ve druhé polovině 17. století město po sto letech postihl mor a na jeho sklonku také velká ničivá povodeň. V severní části Rakovníka, který od roku 1658 připadl Schwarzenberkům, vzniklo židovské ghetto, které se dočkalo synagogy až po skoro sto letech.
Vojska se ve městě zdržovala dlouhodobě i v 18. století. Např. Francouzi si Rakovník vybrali v roce 1741 jako základnu při svém okupování Prahy. Po moru v roce 1726 byla vystavěna na hřbitově kaple sv. Rocha a na náměstí přibylo v roce 1749 mariánské sousoší upravené v roce 1829. V roce 1755 na náměstí pravidelně kázal Koniáš a ve městě byla vybudována kasárna, v nichž byl později v roce 1867 založen pivovar Rakovník. Rozvoj města byl nicméně zabrzděn, protože ho kvůli liknavosti místního představenstva minuly postupně silnice budované z Prahy do Karlových Varů a Chebu.

### Moderní Rakovník

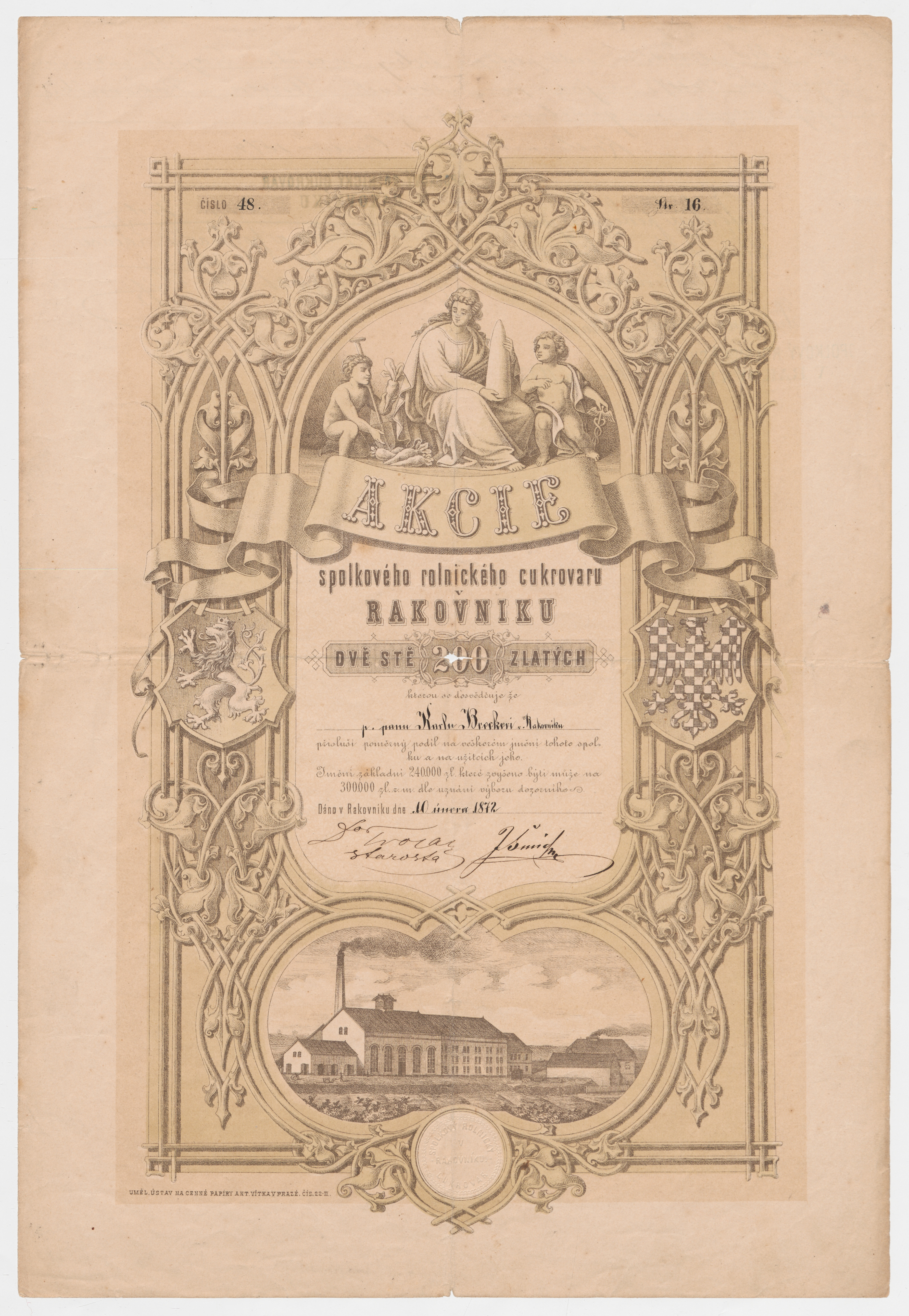
Akcie spolkového rolnického cukrovaru v Rakovníku, 1872. (SOA Praha)

V 19. století ovšem začaly být odstraňovány hradby (včetně západní Svatojilské a jižní Lubenské brány i opevnění kostela sv. Bartoloměje, které vytvářelo tzv. Zákostelí), aby se město mohlo rozrůstat. Bylo vydlážděno náměstí a zřízeno pouliční osvětlení. V roce 1833 vznikla v Rakovníku nejstarší reálná škola v Čechách, kterou nejprve vedli piarističtí a později premonstrátští kněží. Dnes je toto gymnázium pojmenováno po spisovateli Zikmundu Winterovi, který zde započal mezi roky 1874 a 1884 svou učitelskou dráhu. Postupně také byly stavěny budovy pro další školy, knihovnu, finanční ústavy a jiné. Od roku 1879 zde začala působit okresní nemocnice. Přes čtyřicet let zde také fungovala botanická zahrada. V roce 1895 bylo založeno městské muzeum, které se po téměř čtyřiceti letech přestěhovalo do bývalého městského paláce cisterciáků z kláštera v Plasích.
Rakovník byl od roku 1855 okresním městem, kde se rozvíjel i průmysl. V roce 1875 vznikla mydlárna Františka Otty, dále byl uveden do provozu lihovar, cukrovar a další nové závody. Fungovala zde také řada mlýnů, pil, cihelen a pískoven. Po těžbě černého uhlí se pozornost soustředila na šamot a jeho zpracování. V roce 1883 vznikl první keramický závod, pozdější společnost RAKO. Díky novým zabydleným předměstím prudce rostl počet obyvatel (v roce 1820 zde žilo 2 200 obyvatel, roku 1870 jich bylo 4 648 a na konci století už 6 620). Město ovšem nejprve minul moderní dopravní prostředek, kterým byla železnice. Až dodatečně zde vznikl železniční uzel, který Rakovník připojil na nedalekou Lužnou, kde procházela hlavní trať z Prahy do Karlových Varů. Dále okresní město získalo přímé spojení s Berounem, Blatnem, Mladoticemi a Louny.
V souvislosti s rostoucí zástavbou byly vysoušeny rybníky, jako byl Podkovářský nebo Trávnický, a narovnáván Rakovnický potok. V roce 1872 ale přišla ničivá povodeň, po níž bylo rozhodnuto posunout jeho koryto dále od centra asi o 100 metrů od bývalých hradeb jižním směrem. Tato regulace stejně jako opravy různých památek pokračovaly také ve 20. století. Starostou v tomto období byl Josef Čermák, po němž jsou pojmenovány městské sady. I v novém století nadále rostl průmysl: rozrůstala se přestěhovaná Ottova mydlárna, pozdější Rakona, a vznikaly nové závody, významnými byly kromě další keramické továrny Keram dvě továrny na stroje Linhart a Vltavský – pozdější TOS Rakovník, nebo továrna Stadion vyrábějící kola, později např. i stejnojmenný moped. Rozšiřovala se rakovnická předměstí Zátiší a Vinohrady, přestavovaly se ovšem také zástavby z minulého století a roku 1929 byla dobudována dnešní Masarykova nemocnice. Po roce 1930, kdy zde za starosty Čeňka Vaněčka působilo např. pět středních škol, sedm finančních ústavů, sedm hotelů a tři biografy, měl Rakovník už 11 tisíc obyvatel.

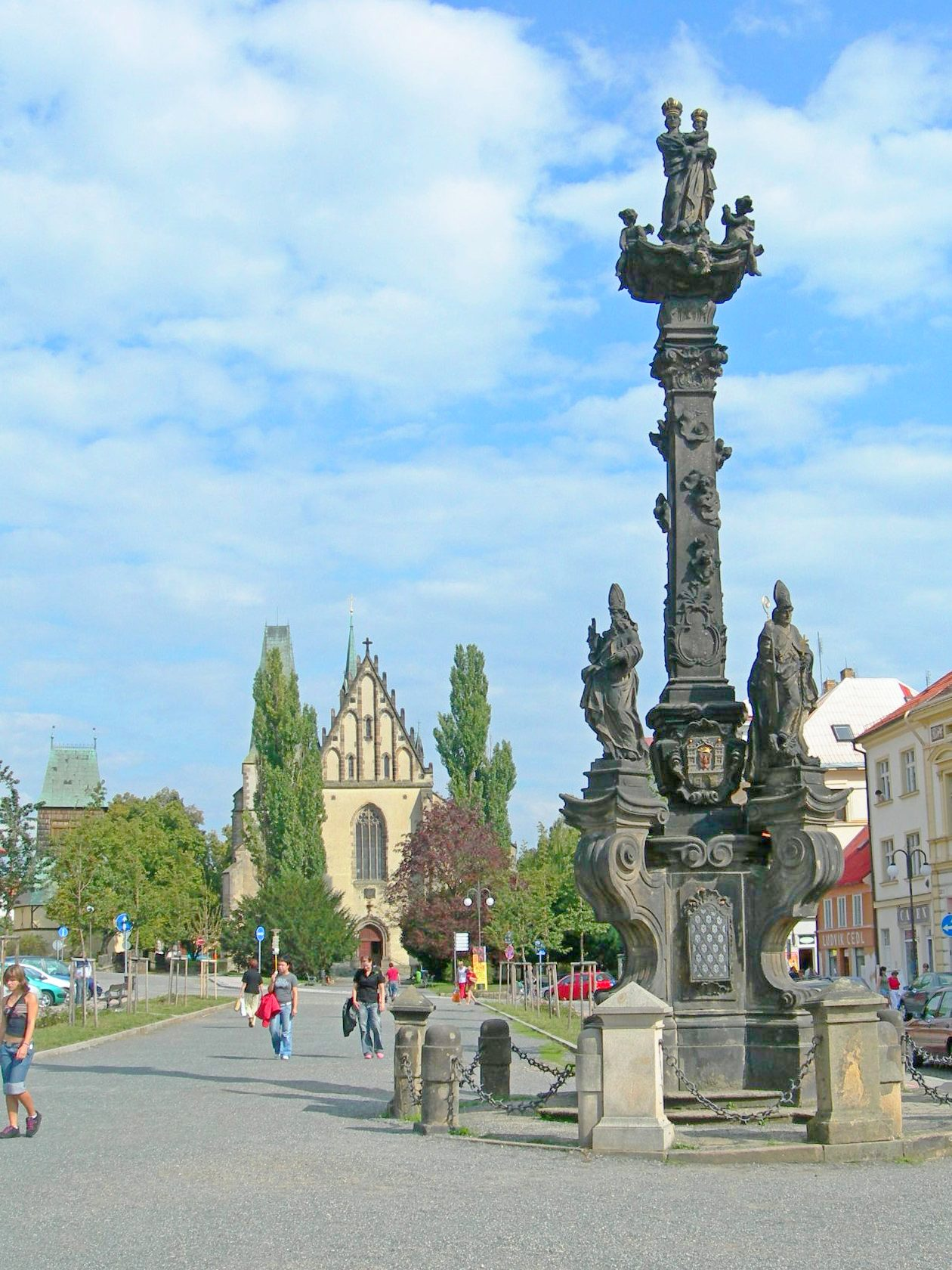
Mariánský sloup na Husově náměstí

Po mnichovské dohodě se Rakovník stal příhraničním městem. Za druhé světové války byli i odtud deportováni Židé. Město bylo osvobozeno 9. května 1945 Rudou armádou. Ve městě po válce pokračovala výstavba různých zařízení (letní kino, sportovní hala, bazén, vnitrostátní letiště) i zvětšování obytné zástavby především za pomoci panelových sídlišť (Malá a Velká Bendovka, Pražská, Dukelských hrdinů). Rakovník byl sídlem okresního národního výboru, po sametové revoluci až do roku 2002 okresního úřadu, stále zde působí okresní soud a okresní státní zastupitelství.

## Územněsprávní začlenění
Rakovník byl již zhruba od poloviny 13. století centrem Rakovnického kraje, který byl jedním z nejmenších českých krajů, zejména když se od něj oddělilo Podbrdsko. Na počátku 18. století se naopak připojilo Slánsko, ovšem v roce 1849 byl kraj v souvislosti s novou organizací zeměpanské správy Čech zrušen. Vznikl politický a také o něco menší soudní okres Rakovník (součástí politického okresu byl i soudní okres Křivoklát), které přetrvaly jedno století (v období německé okupace patřil do kladenského a pak pražského oberlandratu). Až v roce 1949 byl ustaven jediný okres Rakovník jako součást nově vzniklého Pražského kraje, který byl v roce 1960 nahrazen Středočeským krajem. Po zrušení okresních úřadů v roce 2002 je Rakovník obcí s rozšířenou působností, jejíž správní obvod je totožný s okresem.
Vlastní město se člení na dvě části, historické jádro jako Rakovník I a zbytek města je Rakovník II. Z hlediska římskokatolické správy místní farnost spadá do pražské arcidiecéze, přičemž rakovnický vikariát měl původně 26 farností, od jejich sloučení roku 2004 už jen čtyři. Je zde také náboženská obec Československé církve husitské, patřící do pražské diecéze, vikariátu Beroun. Naopak Českobratrská církev evangelická zde vlastní sbor nemá, území Rakovníku ale i tak patří do jejího pražského seniorátu.

## Obyvatelstvo
Podle sčítání lidu roku 1921 zde žilo v 1 016 domech 8 805 obyvatel, z nichž bylo 4 572 žen. 8 711 obyvatel se hlásilo k československé národnosti, 35 k německé a 9 k židovské. Žilo zde 1 766 římských katolíků, 149 evangelíků, 4 796 příslušníků církve československé a 188 židů. Podle sčítání roku 1930 zde žilo v 1 507 domech 11 078 obyvatel. 10 856 obyvatel se hlásilo k československé národnosti a 126 k německé. Žilo zde 2 724 římských katolíků, 259 evangelíků, 5 471 příslušníků církve československé a 153 židů.
Podle sčítání roku 2001 zde žilo 16 695 obyvatel, z nichž bylo 8 607 žen. 16 023 obyvatel se hlásilo k české národnosti a 169 ke slovenské. Žilo zde 1 448 římských katolíků, 67 evangelíků, 318 příslušníků církve československé husitské a 33 pravoslavných. Podle sčítání roku 2011 zde žilo 16 585 obyvatel, z nichž bylo 8 547 žen. 11 484 obyvatel se hlásilo k české národnosti a 178 ke slovenské (4 581 obyvatel svou národnost neuvedlo). Žilo zde 485 římských katolíků, 13 evangelíků, 100 příslušníků církve československé husitské a 25 pravoslavných.
| Rok            | 1869  | 1880  | 1890  | 1900  | 1910  | 1921  | 1930   | 1950   | 1961   | 1970   | 1980   | 1991   | 2001   | 2011   | 2021   |
| -------------- | ----- | ----- | ----- | ----- | ----- | ----- | ------ | ------ | ------ | ------ | ------ | ------ | ------ | ------ | ------ |
| Počet obyvatel | 4 274 | 5 245 | 5 629 | 6 622 | 8 394 | 8 805 | 11 078 | 11 619 | 11 956 | 13 103 | 16 233 | 17 425 | 16 695 | 16 585 | 15 373 |
| Počet domů     | 404   | 476   | 502   | 611   | 848   | 1 016 | 1 507  | 1 893  | 1 974  | 2 022  | 2 137  | 2 296  | 2 325  | 2 527  | 2 593  |

Věková struktura obyvatel města Rakovník roku 2011
Rodinný stav obyvatel města Rakovník roku 2011
Vzdělání obyvatel města Rakovník roku 2011

## Doprava

### Pozemní komunikace
Městem procházejí nebo z města vycházejí silnice II/227 Žatec – Rakovník – Křivoklát, II/228 Jesenice – Rakovník, II/229 Kralovice – Rakovník – Louny, II/233 Plzeň – Radnice – Slabce – Rakovník, II/237 Rakovník – Nové Strašecí – Třebíz. Z města jezdí autobusové linky např. do těchto cílů: Jesenice, Kladno, Slaný, Podbořany, Nové Strašecí, Praha.
Město, stejně jako celá jeho oblast (okres Rakovník) byla integrována do systému Pražské integrované dopravy a dřívější městské linky zanikly. Linka B1 byla nahrazena linkou 561, linky B2 a B4 byly nahrazeny linkou 562 a linka B3 byla nahrazena linkou 581.

### Železnice
Město leží na křižovatce železničních tratí 120, 126, 161, 162 a 174. Železniční trať 120 Praha – Kladno – Rakovník je jednokolejná celostátní trať s rychlíkovou dopravou, doprava byla mezi Lužnou a Rakovníkem zahájena roku 1871. Železniční trať 126 Most – Rakovník je jednokolejná celostátní trať, doprava byla mezi Rakovníkem a Louny zahájena roku 1904. Železniční trať 161 Rakovník – Bečov nad Teplou je jednokolejná regionální trať, doprava byla mezi Rakovníkem a Žluticemi zahájena roku 1897. Železniční trať 162 Rakovník – Kralovice u Rakovníka je jednokolejná regionální trať, doprava na ní byla zahájena roku 1899, původně vedla až do Mladotic. Železniční trať 174 Beroun – Rakovník je jednokolejná celostátní trať, doprava na ní byla zahájena roku 1878.
Na území města je odbočná železniční stanice Rakovník, dále na trati 120 železniční zastávka Rakovník zastávka a na trati 161 železniční zastávka Rakovník západ.

## Sport

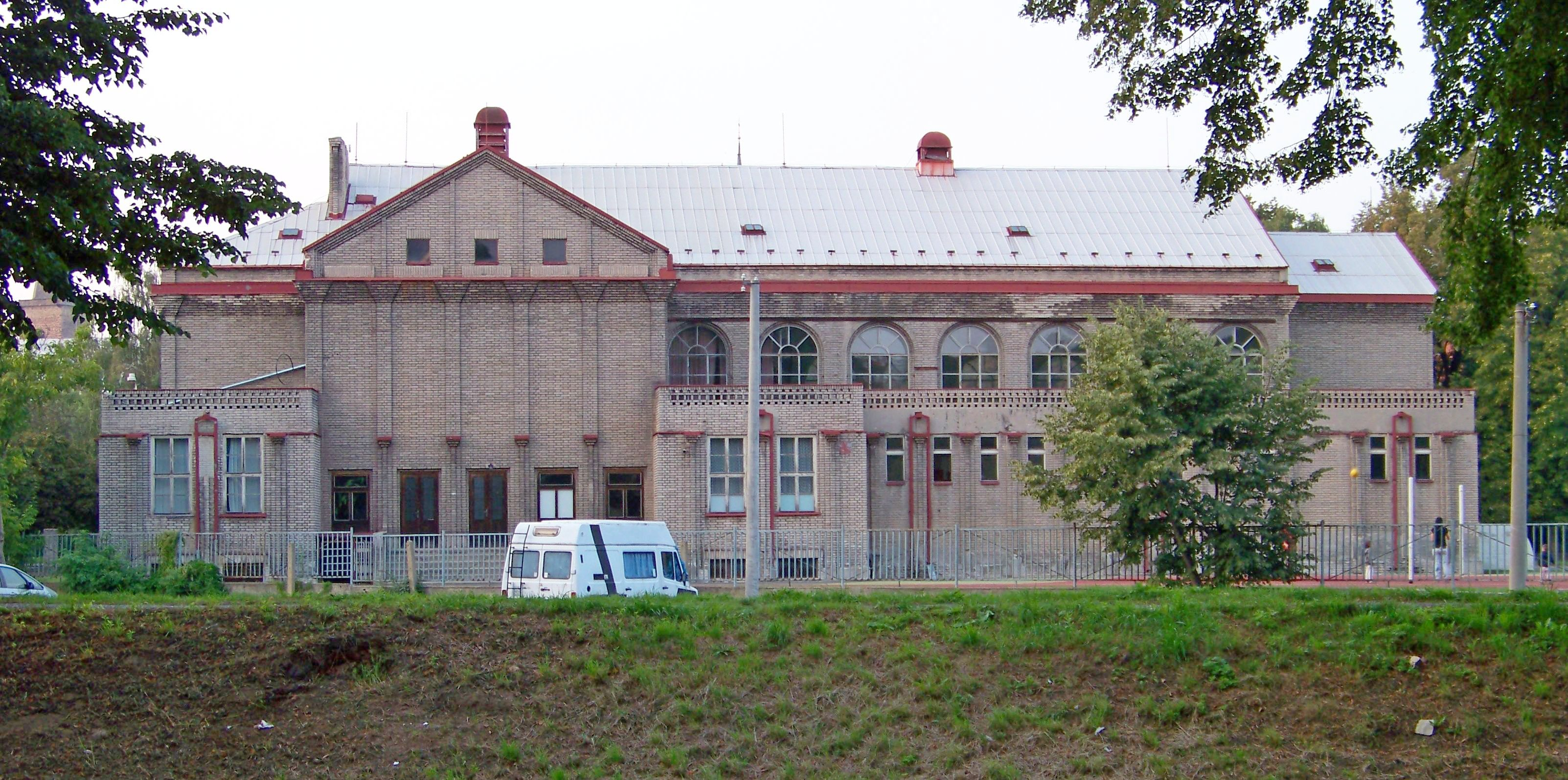
Rakovnická sokolovna

V Rakovníku působí celá řada sportovních klubů. Fotbalové jsou SK Rakovník, hrající českou fotbalovou ligu, a TJ Tatran Rakovník, hrající divizi B. Kromě nich je zde také ženský klub FK Rakovník. K dispozici mají všechny kluby stadiony v Městském sportovním areálu na nábřeží (3500 diváků) nebo v areálu Šamotka. SK Rakovník se může chlubit slavnou minulostí. V sezonách 1942/43 a 1945/46 totiž hrál nejvyšší soutěž, nejprve protektorátní, posléze československou. Na zimním stadionu hraje hokej HC Rakovník, účastník Středočeské krajské ligy, a v místní sokolovně volejbal VK Rakovník a basketbal TJ TZ Rakovník.
Prostřednictvím spolku TJ Lokomotiva Rakovník se provozuje také atletika, cyklistika, florbal (FBC Rakovník), judo (Cobra club Rakovník), kanoistika, kulturistika, pozemní hokej (HC 1972 Rakovník), stolní tenis nebo i šachy. Ve městě dále působí oddíly boxu (TJ TZ Rakovník a FFF Box), rugby (Rugby Club Rakovník), hokejbalu (HBC Rakovník), inline hokeje (IHC Rakovník), baseballový klub (Rakovník Red Crayfish) stejně jako horolezecký klub, oddíl minigolfu nebo na místním vnitrostátním letišti aeroklub. Aktivně v Rakovníku působí Klub českých turistů.

## Kultura
Kulturní a společenský život ve městě organizuje příspěvková organizace Kulturní centrum Rakovník, mj. provozuje Tylovo divadlo a letní kino. Každoročně se také pořádá středočeská přehlídka amatérského divadla Wintrův Rakovník, odkud lze postoupit na přehlídku celostátní, i přehlídka inscenací pro děti Popelka Rakovník. Velký význam pro rakovnický region má Muzeum T. G. M. Rakovník s několika stálými expozicemi a v budově bývalé synagogy sídlí Rabasova galerie.
Ve městě se natáčelo několik českých filmů, z novějších Vážení přátelé, ano a Trhala fialky dynamitem. Z Rakovníka také např. pochází rocková kapela Brutus.

### Městská knihovna
Městská knihovna je zřizována městem. Z roku 1840 je doloženo povolání týkající se knihovny „Slovo k pánům zakladatelům měšťanské české knihovny v královském městě Rakovníce“ napsané rakovnickým vlastencem Matějem Dobromírem Štemberou, který spolu s Františkem Hovorkou měl největší podíl na jejím vzniku. Knihovna byla otevřena 28. února 1841 a prvním knihovníkem se stal kaplan Jerman. V roce 1843 byla knihovna přestěhována do domu měšťana Hanslíka, zavládl v ní čilý čtenářský a společenský ruch. V roce 1851 byla ve městě založena měšťansko-řemeslnická beseda a knihovna byla přemístěna do budovy tohoto spolku. V letech 1861–1930 sídlila v budově radnice, v době svého rakovnického působení byl jejím čtenářem Zikmund Winter. V letech 1922–1930 byl knihovníkem spisovatel František Markup a v letech 1931–1973 Vendelín Punčochář, od roku 1951 ve funkci ředitele. V letech 1951–1991 bylo sídlem knihovny přízemí budovy čp. 165 na Husově náměstí, poté byla přestěhována do budovy polikliniky Na Sekyře (oddělení pro dospělé), ostatní části do zrekonstruované budovy čp. 114 na Husově náměstí a v roce 1992 se zde otevřelo hudební oddělení. V roce 1996 byla knihovna automatizována, v roce 1998 byl zpřístupněn veřejný internet a od roku 2000 je součástí knihovny Městské informační centrum.

## Pamětihodnosti

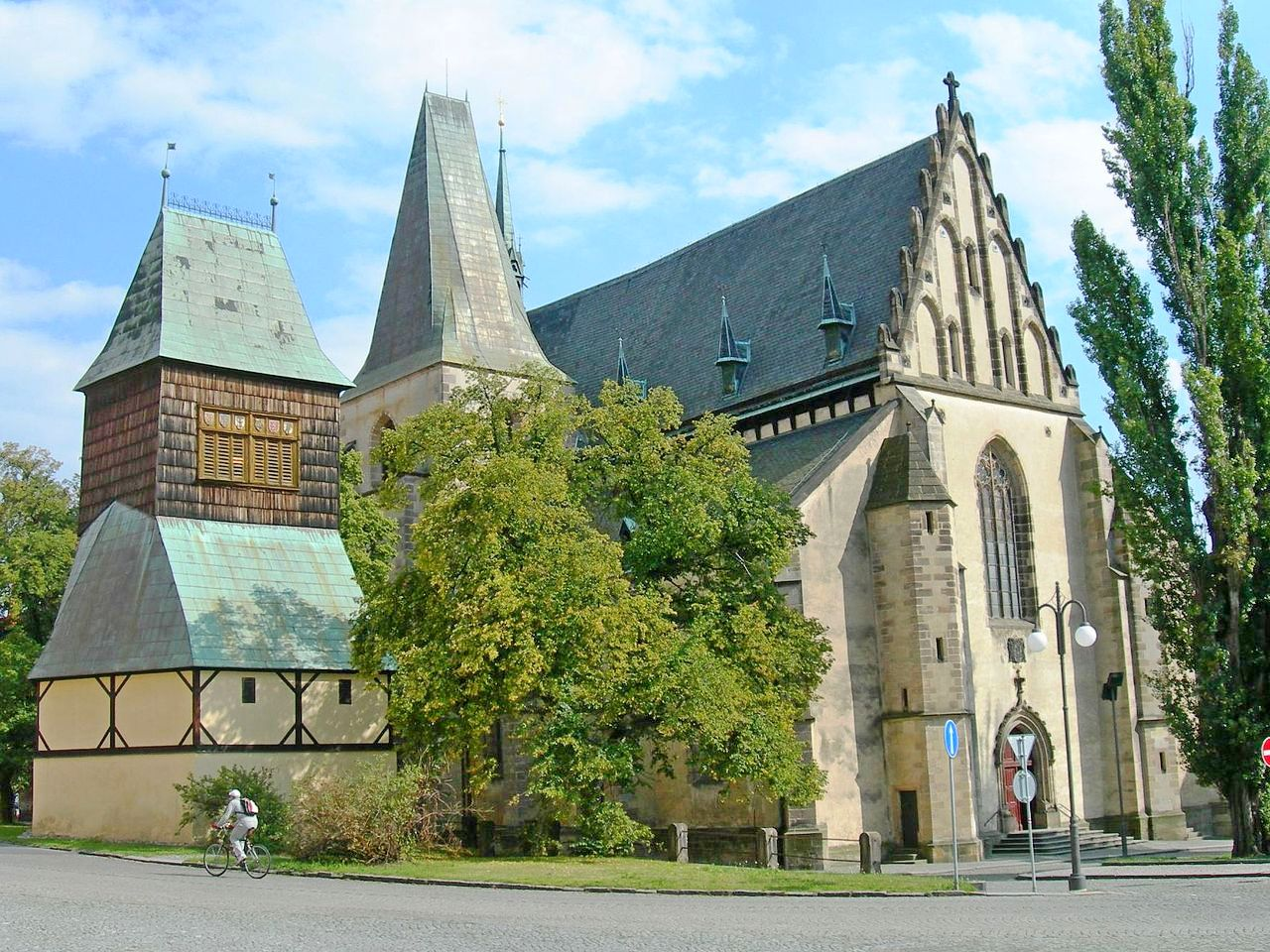
Kostel sv. Bartoloměje se zvonicí

Dominantní památkou Rakovníku je děkanský kostel sv. Bartoloměje na Žižkově náměstí. Kostel byl založen ve druhé polovině 14. století, na přelomu 15. a 16. století byl zásadně přestavěn ve slohu jagellonské pozdní gotiky. Roku 1504 sochař Matyáš Rejsek do interiéru vytesal unikátní kamennou kazatelnu ve tvaru šestibokého kalicha se znameními čtyř evangelistů. Kostel i interiér i přes pozdější úpravy a puristickou obnovu Josefa Mockera z 19. století patří k nejvýznamnějším stavbám pozdní gotiky v Čechách. Dřevěná zvonice u kostela je doložena na konci 15. století, dnešní podoba je z roku 1630, kdy byla zcela přestavěna.
Na bývalém západním Karlovarském předměstí se dále nachází gotický kostel sv. Jiljí a na hřbitově gotickorenesanční kostel Nejsvětější Trojice, vedle nějž stojí také zvonice a hřbitovní kaple sv. Rocha. Na křižovatce dřívějších cest do Prahy a Křivoklátu byla postavena klasicistní kaplička sv. Jana Nepomuckého. Bývalou židovskou obec v Rakovníku připomíná synagoga z 18. století, v níž je dnes umístěna Rabasova galerie, a židovský hřbitov na východním okraji města.
Barokní radnice z let 1734 až 1738 s hodinovou věží stojí na centrálním Husově náměstí, kde je také barokní mariánský sloup. V sousedství kostela sv. Bartoloměje se nachází dům plaských cisterciáků, sloužící Muzeu T. G. M., a budova reálky (gymnázium Zikmunda Wintra). Moderní architekturu reprezentují dvě stavby architekta Otakara Novotného – Lexova vila z roku 1910 a sokolovna postavená v roce 1914, případně realizace F. A. Libry, zejména funkcionalistická obchodní akademie z roku 1929 nebo spořitelna postavená roku 1932 na náměstí. Naopak dřívější zástavbu představuje např. Samsonův dům se zachovanou sgrafitovou výzdobou nebo tzv. Lechnýřovna, poslední roubený dům ve městě. Památkově chráněna je i řada dalších měšťanských domů v historickém jádru Rakovníku, které je od roku 1992 městskou památkovou zónou. Město dříve obklopovaly hradby, z nichž se zachovala jen malá část a ze čtyř původních městských bran zůstaly stát Vysoká a Pražská brána, obě ve správě Muzea T. G. M.
Mezi drobné rakovnické památky patří např. pomníky T. G. Masaryka a Antonína Dvořáka v městském parku, další sloup se sochou Panny Marie u soutoku Černého a Rakovnického potoka nebo na severním okraji Rakovníku socha sv. Vojtěcha a tzv. kamenná panna (torzo smírčího kříže). Stejným směrem, ale již za hranicemi města lze navštívit areál zaniklého hradu Hlavačov. V rámci celého rakovnického regionu pak zejména hrad Křivoklát, zříceninu hradu Krakovec nebo tajemné kounovské kamenné řady. Na severozápadním okraji města leží přírodní rezervace Tankodrom.

## Pověsti
Král Vladislav Jagellonský byl ve zdejších lesích na honu a ztratil se. Potkal dívku Svatavu, která mu dala napít a ukázala cestu z lesa. Král jí z vděčnosti slíbil věno, které si měla vyzvednout na hradě Křivoklátě. Když tam Svatava šla, byla v lese přepadena a omráčena rytířem Janošem. Jiřík, otec Svatavy, si myslel, že je dívka mrtvá, a z žalu se vypravil do světa. Šel žebrotou, až došel do Budína. Tam vyprávěl svůj příběh králi Vladislavovi a ten, když vše vyslechl, dal Jiříkovi své věno. Jiřík se vrátil do Rakovníka, a když se dozvěděl, že jeho dcera žije, z radosti koupil za získané peníze městu zvon, který dostal jméno Žebrák.

## Školství
Ve městě se nacházejí tři základní školy. 1. základní škola a 2. základní škola se nacházejí v centru města v okolí Husova náměstí. 3. základní škola se nachází na jihu města na Zátiší. První dvě zmíněné školy mají školní družinu v Čermákových sadech. 3. základní škola ji má v rámci svého budovního komplexu. Zřizovatelem těchto škol je město Rakovník. Ve městě se nachází také Církevní základní škola M. J. Husa, která poskytuje základní vzdělání 1. stupně, a jejímž zřizovatelem je Pražská diecéze Církve československé husitské.
Dále se ve městě nachází pět středních škol. Dvě školy poskytují všeobecné vzdělání a to Gymnázium Zikmunda Wintra, s čtyřletým i osmiletým studiem, a Masarykova obchodní akademie, kde je možnost i studia jak pouze ekonomické sféry, tak i lycea. Se zmíněnou obchodní akademií budovu sdílí také Střední zemědělská škola, jež ve městě vlastní botanickou zahradu i statek Bulovna. Střední školy, které kromě maturitních oborů nabízejí také obory výuční jsou Střední průmyslová škola Emila Kolbena, jež pro své obory poskytuje technické zázemí, a Integrovaná střední škola, kde je také možnost studia dvouletého nástavbového studia. Jejich zřizovatelem je Středočeský kraj.
Ve městě se také nachází také Střední škola, Základní škola a Mateřská škola Rakovník, jež poskytuje vzdělání dětem a žákům se speciálními vzdělávacími potřebami.
V Rakovníku se, mimo vlastní školní jídelny, nachází také Školní jídelna Rakovník, jež vaří obědy pro 1. ZŠ, 2. ZŠ a gymnázium.

## Rodáci a další osobnosti Rakovníka

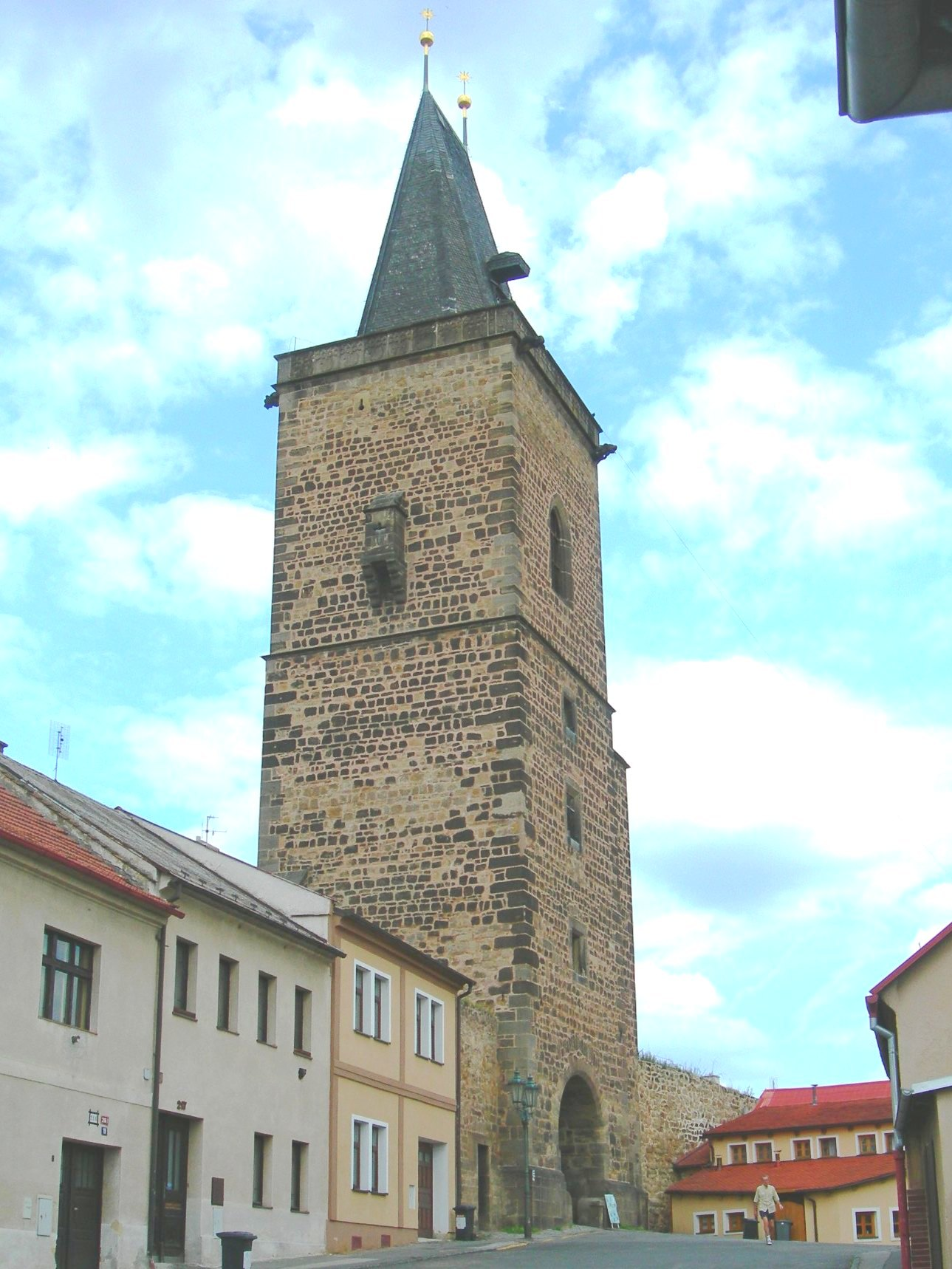
Vysoká brána

- Otýlie Beníšková (1882–1967), herečka
- Emil Burian (1876–1926), barytonista
- Karel Burian (1870–1924), operní pěvec
- Josef Čermák (1853–1917), podnikatel a starosta
- Lucie Černíková (* 1981), herečka
- Bohumír Černohorský (1903–1942), voják, protinacistický odbojář, příslušník vedení Obrany národa
- David Doubek (* 1971), hudebník
- Jan Gebhart (1945–2018), historik
- Jan Grundman (* 1981), herec
- Jan Gryll z Gryllova (1525–1597), purkmistr a spisovatel
- Tomáš Helebrant (* 1974), politik a poslanec Parlamentu ČR
- Jiří Herold (1875–1934), hudebník
- Zdenka Heřmanová-Novotná (* 1930), sinoložka a překladatelka
- František Hovorka (1801–1873), archivář a knihovník
- Antonín Charvát (1899–1930), československý silniční cyklista a olympionik
- Kateřina Jalovcová (* 1978), operní pěvkyně
- Jan Janák (1871–1942), český skladatel a sbormistr
- Tomáš Kaberle (* 1978), hokejista
- Josef Král (1808–1884), lékař a starosta
- Václav Upír Krejčí (* 1955), bavič a herec
- Veronika Khek Kubařová (* 1987), herečka
- Václav Láska (* 1974), právník a politik
- František Levý (1844–1920), regionální historik
- Václav Luks (* 1970), dirigent, cembalista a hráč na lesní roh, specialista na starou hudbu
- Jaroslav Maria (1870–1942), právník a spisovatel
- Karel Mejstřík (1902–1994), novinář a spisovatel
- Ivo Mička (1938–2012), novinář, spisovatel, učitel, kulturní pracovník, hudebník
- Oldřich Nejedlý (1909–1990), fotbalista
- František Nekolný (1907–1990), boxer
- Josef Omáčka (1869–1939), varhaník a hudební skladatel
- František Otta (1848–1939), podnikatel a starosta
- Jaroslav Partyk (1916–1941), pilot RAF[30]
- Miroslav Pangrác (1924–2012), sochař a malíř
- Jaroslava Pechová (* 1950), spisovatelka, básnířka, publicistka
- Alexander Pleska (* 1947), hudebník a zpěvák, frontman skupiny Brutus
- Monika Pokorná (* 1967), spisovatelka a publicistka
- Bedřich Procházka (1855–1934), český matematik a rektor ČVUT
- Martin Psohlavec (* 1981), fotbalista
- Vendelín Punčochář (1910–1977), knihovník, kulturní pracovník
- Miloslav Ransdorf (1953–2016), politik a historik
- Jan Renner (1869–1959), archivář, učitel a regionální historik
- Karel Schleyder (1860–1932), starosta, železniční odborník a vynálezce
- Sixt z Ottersdorfu (1500–1583), humanista, překladatel a právník
- Petr Sommer (* 1949), archeolog a historik církevních dějin
- Jan Soukup (1867–1933), etnograf, historik a spisovatel
- Kamila Spalová (1871–1953), učitelka, spoluzakladatelka muzejního spolku a spisovatelka
- Pavel Steidl (* 1961), kytarista
- Matěj Dobromír Štembera (1806–1879), lékař, historik a spisovatel
- Nikol Štíbrová (* 1986), herečka a zpěvačka
- Alois Pravoslav Trojan (1815–1893), právník a politik
- Čeněk Vaněček (1879–1946), starosta

## Partnerská města
Partnerskými městy Rakovníka jsou:
- Dietzenbach, Německo
- Kościan, Polsko
- Kráľovský Chlmec, Slovensko